# Ясен Масарика
Я́сен Маса́рика — ботанічна пам'ятка природи місцевого значення в Україні. Розташована в місті Ужгороді (Закарпатська область), на набережній Незалежності, 2. 
Площа 0,0016 га. Статус надано в 2011 році. 
Статус надано для збереження одного екземпляра ясена звичайного віком близько 120 років. Обхват стовбура — 4,9 м, висота — 30 м. 
Ясен названий на честь першого президента Чехословацької Республіки, визначного науковця і політика Томаша Гарріга Масарика, який виступав на захист прав українців Закарпаття міжвоєнного періоду.

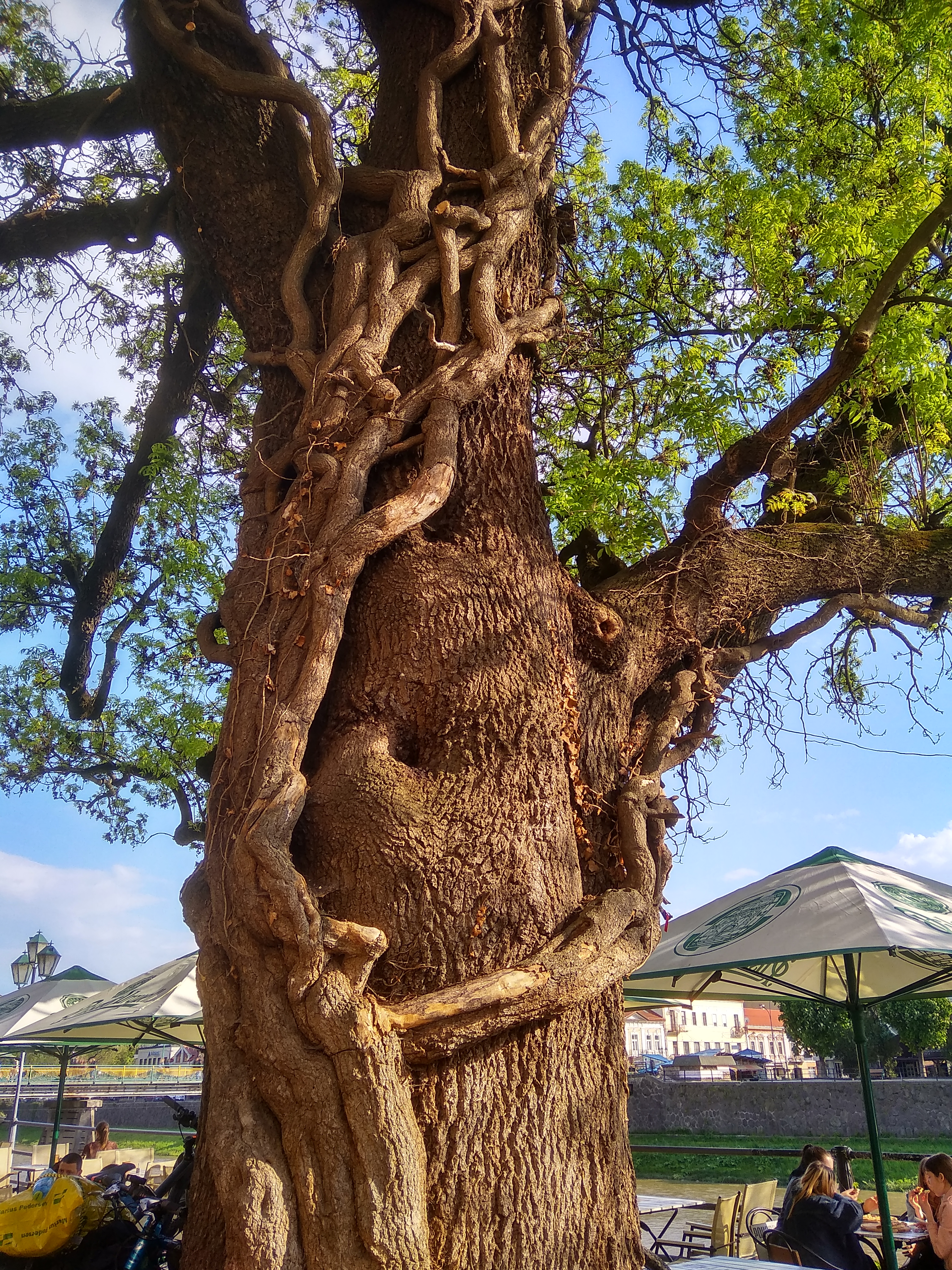
Стовбур дерева зблизька
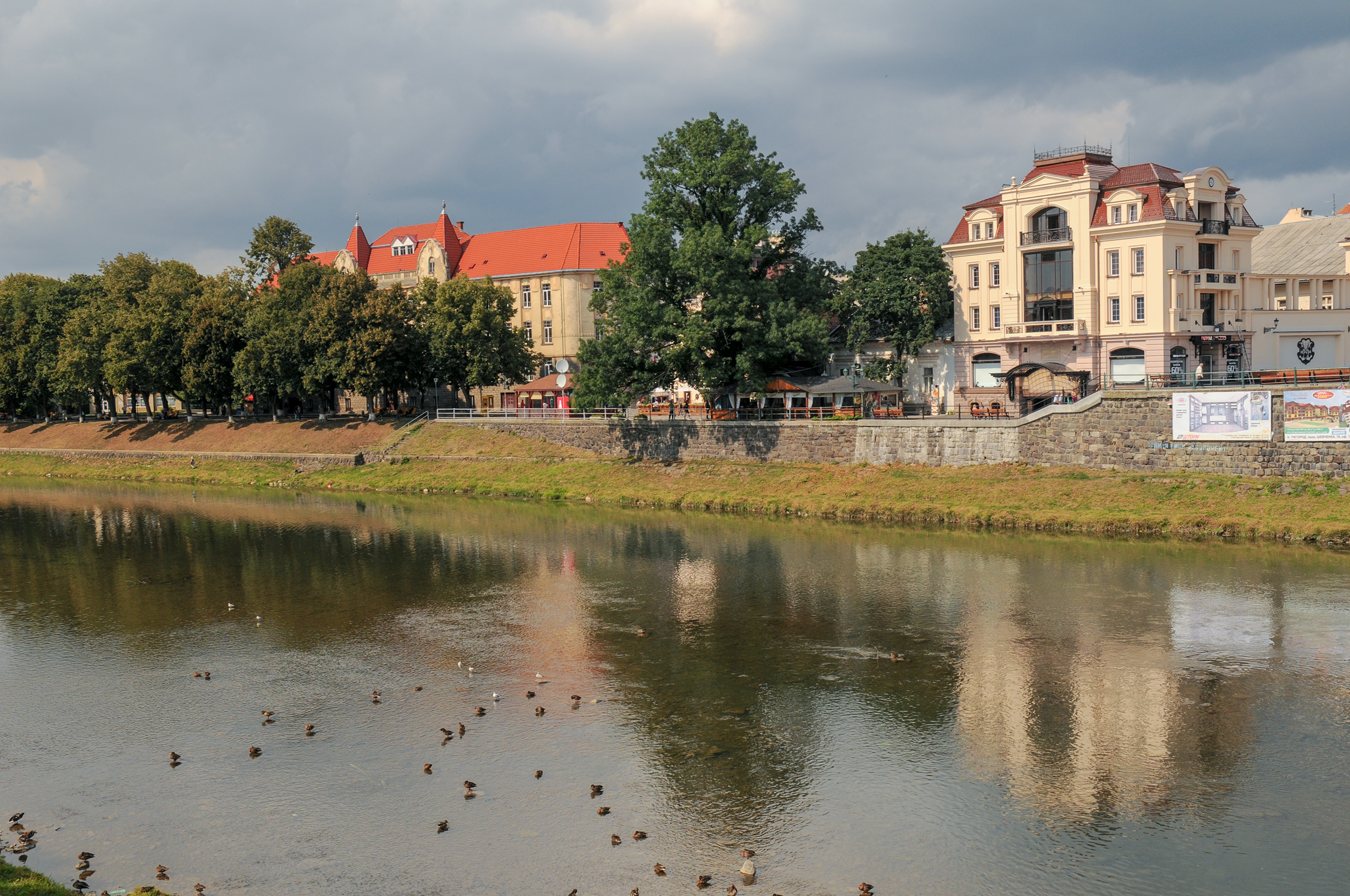
Ясен (посередині) з іншого боку річки Уж
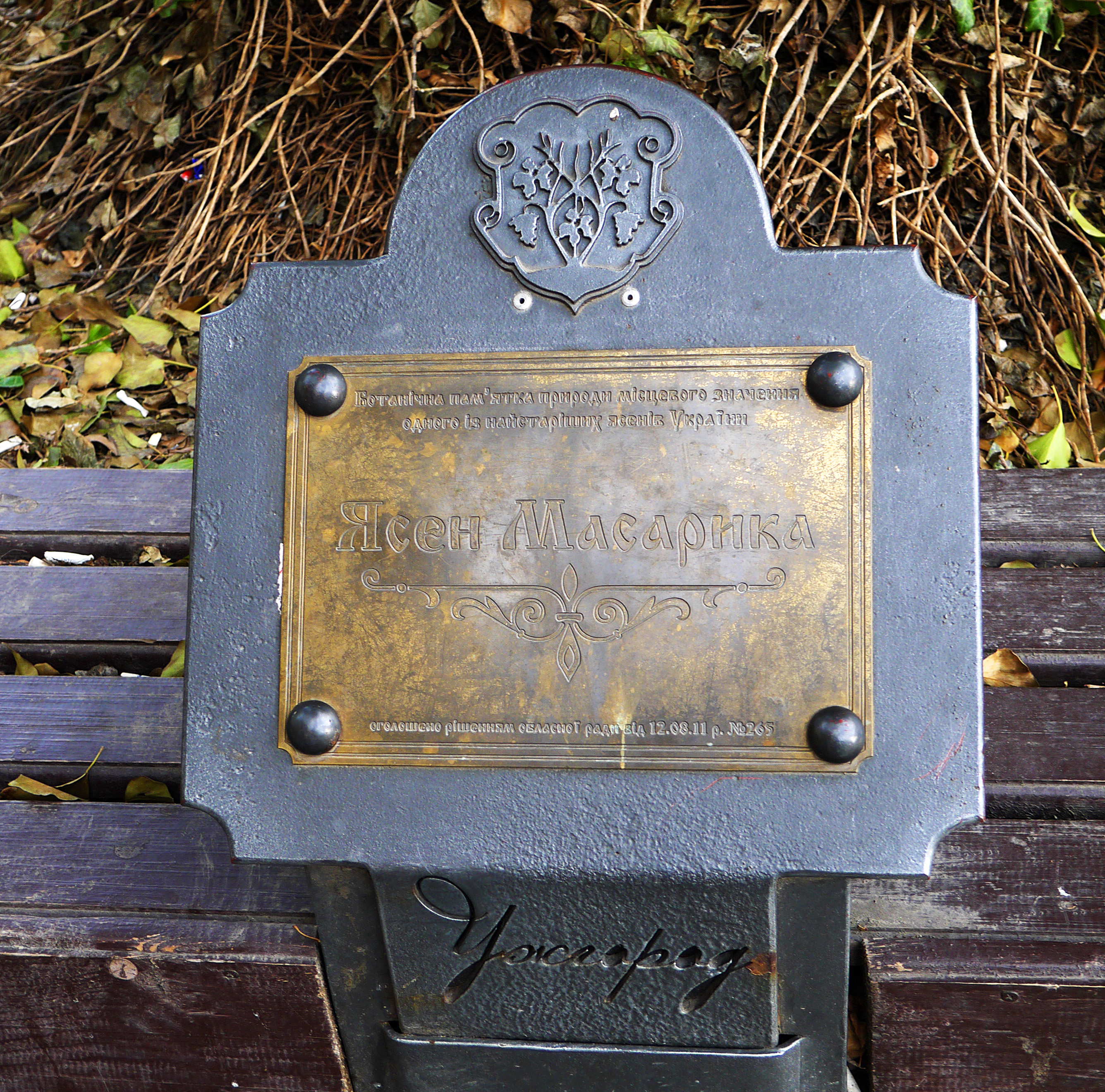
Табличка про пам'ятку природи